# Citharexylum berlandieri
Citharexylum berlandieri е вид цъфтящо растение от семейство Върбинкови (Verbenaceae). Кората му се използва за дърва за огрев в Мексико. Видът е незастрашен от изчезване.

## Разпространение
Видът е разпространен в долната част на долината на Рио Гранде в Тексас и Мексико, южно от Оахака.

## Описание
Citharexylum berlandieri представлява храст или малко дърво, което достига на височина до 6 m.